# Marija Kulikowa
Marija Wasiljewna Kulikowa (ros. Мари́я Васи́льевна Кулико́ва, ur. 4 stycznia?/17 stycznia 1917 we wsi Maricyno w obwodzie iwanowskim, zm. 14 kwietnia 1999 w Iwanowie) – radziecka tkaczka, pomocnik majstra fabryki im. Dzierżyńskiego w Iwanowie, Bohater Pracy Socjalistycznej (1960).

## Życiorys
Skończyła szkołę wiejską, pracowała w kołchozie, 1936 skończyła szkołę uniwersytetu fabrycznego przy fabryce im. Dzierżyńskiego w Iwanowie, po czym podjęła pracę w fabryce tkackiej i włączyła się w ruch stachanowski. W maju 1940 została pomocnikiem majstra w fabryce im. Dzierżyńskiego, funkcję tę pełniła przez 33 lata, od 1942 należała do WKP(b), 31 października 1961 wybrana członkiem Centralnej Komisji Rewizyjnej KPZR. Była deputowaną do Rady Najwyższej ZSRR. W składzie delegacji robotniczych ZSRR wyjeżdżała do NRD, Polski, Czechosłowacji, Austrii, Finlandii i na Kubę. Od 1973 do czerwca 1978 była zastępcą dyrektora fabryki im. Dzierżyńskiego, następnie przeszła na emeryturę.

## Odznaczenia
- Medal Sierp i Młot Bohatera Pracy Socjalistycznej (7 marca 1960)
- Order Lenina
- Order Czerwonego Sztandaru Pracy

I medale.